# Cairate
Cairate é uma comuna italiana da região da Lombardia, província de Varese, com cerca de 7.299 habitantes. Estende-se por uma área de 11 km², tendo uma densidade populacional de 664 hab/km². Faz fronteira com Carnago, Cassano Magnago, Castelseprio, Fagnano Olona, Locate Varesino (CO), Lonate Ceppino, Tradate.

## Demografia
| Variação demográfica do município entre 1861 e 2011                               |
|                                                                                   |
| Fonte: Istituto Nazionale di Statistica (ISTAT) - Elaboração gráfica da Wikipedia |